# Schlüsselburg (Detern)
Die Schlüsselburg ist eine abgegangene, spätmittelalterliche Grenzburg der friesischen Landesgemeinden gegen die Grafschaft Oldenburg in der Gemeinde Detern im niedersächsischen Landkreis Leer.

## Geschichte
Die Schlüsselburg sollte als Burg der friesischen Landesgemeinden die Landwehr zur Grafschaft Oldenburg absichern. 1427 wurde den Landesgemeinden die Verfügungsgewalt über die Anlage ausdrücklich zugesichert. 1408 wurde die Burg durch Keno tom Brok zerstört. Nach einer umstrittenen Überlieferung fand zwischen 1435 und 1439 eine zweite Zerstörung durch die Hamburger statt. Bis 1447 ist sie aber durch Ulrich Cirksena wieder aufgebaut worden, denn in diesem Jahr überließ er sie den Hamburgern. 1454 erlangte Ulrich Cirksena die Burg zurück. Ihre Funktionen hatte sie aber an die 1450/51 von ihm erbaute Burg Stickhausen verloren. Wann die Burg schließlich aufgegeben wurde, ist unbekannt. Nach Aussage der aus der Grabenverfüllung geborgenen Funde stand dieser noch am Ende des 16. Jahrhunderts offen.

## Beschreibung
Beim Bau der Deterner Umgehungsstraße wurden 2002 archäologische Baubeobachtungen nötig, da hier Grabenreste der Burg angeschnitten wurden. Im südlichen Graben fand man Erlenhölzer, die zum Unterbau einer Brücke gehört haben dürften. Zum Fundmaterial gehörten ein Bootshaken, ein Armbrustbolzen mit Schaftresten, ein Löffelbohrer und Importkeramik vom Ende des 16. Jahrhunderts.
Genauere Aufschlüsse über die Gestalt der Burg erbrachte 2011 eine geophysikalische Prospektion des Geländes. Die Burg war von muldenförmig eingetieften Gräben von 15 bis 19 m Breite umgeben. Der Zugang erfolgte im Süden über eine Holzbrücke. In der geophysikalischen Prospektion zeigte sich im Innern der Hauptburg eine quadratische Hoffläche von ca. 25 m Seitenlänge, um die drei Gebäude standen. Beim Aushub der Straßentrasse wurde auch der Landwehrgraben im Osten erfasst, in den der Burggraben gemündet haben muss.